# 米利亞 (內布拉斯加州)
米利亞（英語：Melia）是位於美國內布拉斯加州薩皮縣的普查規定居民點。

## 人口
根據2020年美國人口普查的數據，米利亞的面積為3.73平方千米，皆為陸地。當地共有人口98人，而人口密度為每平方千米26.27人。